# Barimar
Barimar, pseudonimo di Mario Barigazzi (Noceto, 18 giugno 1925 – Montecchio Emilia, 20 novembre 2022), è stato un fisarmonicista, organista, arrangiatore, direttore d'orchestra e compositore italiano.

## Biografia
Barimar è stato uno dei più noti e popolari fisarmonicisti italiani.
A diciott'anni ha debuttato come solista nel complesso di Cosimo Di Ceglie. A partire dagli anni sessanta, oltre a una prolifica attività come leader con la casa discografica La Voce del Padrone - già iniziata nel decennio precedente con i progetti "Barimar e sua Orchestra", "Barimar e il suo complesso", "Barimar e L'allegra Brigata", il musicista ha creato un suo gruppo di musica da ballo denominato “I Barimar’s”, con vari cambiamenti di formazione nel corso degli anni e con cui ha svolto un’intensa attività (oltre che discografica) nel locali notturni in Italia, Germania, Libano, Svizzera ecc. dando ampio spazio anche alle esecuzioni all'organo Hammond. Tra i musicisti che hanno fatto parte del Barimar's: Felice Da Vià (piano e voce), Gianfranco Tommasi (sax), Massimo Verardi (chitarra), Renzo Bergonzi e Ottavio Corbellini (batteria), Pino Presti (basso elettrico e voce).
Negli anni '70 ha dato vita al gruppo di rock progressivo Capricorn College, con Nino Costantino (chitarra, flauto, voce), Mario Barigazzi (tastiere), Guerrino Allifranchini (sax, flauto), Pino Ferro (chitarra, voce), Oreste Ferro (basso, voce), Adamo Biello (batteria, voce), Antonio Balsamo (sax, flauto dolce).
È deceduto il 20 novembre 2022 presso l'ospedale di Montecchio Emilia. I funerali si sono svolti il 23 novembre 2022 in località Castello a San Polo d'Enza (RE).

## Vita privata
Barimar aveva due figlie.

## Discografia parziale

### 33 giri - 25 cm
- 1957: Barimar, la sua orchestra e l'Allegra Brigata n.3 (La voce del padrone, QFLP 4029)
- 1957: Barimar e l'Allegra Brigata n.4 (Selezione di ballabili) (La voce del padrone, QFLP 4034)
- 1959: 9º festival di Sanremo (La voce del padrone, QFLP 4062)
- 1959: Cavalcata di motivi (La voce del padrone, QFLP 4073; con Tony Martucci)
- 1960: 10º festival di Sanremo (La voce del padrone, QFLP 4089)

### 33 giri  - 30 cm
- 1958: I 20 motivi (La voce del padrone, QFLP 4036; come Barimar e l'Allegra Brigata)
- 1963: 24 motivi di Saremo - Sanremo 1964 (La voce del padrone, QELP 8096; come i Barimar's)
- 1969: Anni 20 (Kansas, LP 5; come Orchestra Barimar)

### EP
- 1958: 8º festival di Sanremo 1958 (La voce del padrone, 7E MQ 41; come Barimar e l'Allegra Brigata)
- 1958: VI festival della Canzone Napoletana 1958 (La voce del padrone, 7E MQ 54; come Barimar e l'Allegra Brigata)
- 1959: La Cumparsita/La Paloma/Jalousie/El Choclo (La voce del padrone, 7E MQ 93; come Barimar e l'Allegra Brigata)
- 1959: Espana cani/Cielito lindo/Valencia/La spagnola (La voce del padrone, 7E MQ 104; come Barimar e l'Allegra Brigata)
- 1959: Barimar cha cha cha (La voce del padrone, 7E MQ 147)
- 1975: Lungo il fiume/Il tuo respiro/L'innocenza di un bambino/Un grande amore (Kansas, K 527; come Barimar & His Group)

### 78 giri
- 1955: Granada/Sotto i ponti di Parigi (La voce del padrone, HN 3512)

### 45 giri
- 1956: Aprite le finestre/La colpa fu (La voce del padrone, 7MQ 1013)
- 1957: Valzer di mezzanotte/Speranze perdute (Espoirs perdus) (La voce del padrone, 7MQ 1060)
- 1958: Con tutto il cuore/Rome by night (La voce del padrone, 7MQ 1147)
- 1958: Principino... bel cavallino/Oh Lola (La voce del padrone, 7MQ 1149; come Barimar e l'Allegra Brigata)
- 1959: Guarda che luna/Frennesia (La voce del padrone, 7MQ 1266)
- 1961: Cuore napoletano/Strip-tease Tango (La voce del padrone, MQ 1580)
- 1964: Afrikan surf/Safari twist (La voce del padrone, MQ 1887; come i Barimar's)
- 1967: Paris mon amour/Vecchia Spagna (Kansas, DM 1030)
- 1968: L'estate è finita/Un quadro senza età (Kansas, DM 1077; come Marcello & i Barimar's)
- 1969: Che senso ha/Estate meravigliosa (Kansas, DM 1090; come Marcello & i Barimar's)
- 1969: La povera gente/I poveri cristi (Kansas, DM 1110; come Marcello & i Barimar's)
- 1970: Sogni proibiti/Ciao riviera (Kansas, DM 1137; come i Barimar's)
- 1974: Pianura Padana/Campagna in fiore (Kansas, K 514)
- 1974: Ho incontrato lei/Dammi la mano (Kansas, K 525; come Barimar & His Group)
- 1975: Non vedo mai lei/Noi due (Kansas, K 526; come Barimar & His Group)

## Le principali canzoni scritte da Barimar per altri artisti
| Anno | Titolo                 | Autori del testo                       | Autori della musica       | Interpreti ed incisioni  |
| ---- | ---------------------- | -------------------------------------- | ------------------------- | ------------------------ |
| 1967 | A questo mondo         | Domenico Serengay e Luigi Menegazzi    | Barimar                   | Simeone (il predicatore) |
| 1967 | Smettiamola            | Domenico Serengay                      | Barimar                   | Pepe e Sale              |
| 1967 | La colpa non è mia     | Domenico Serengay                      | Barimar                   | Pepe e Sale              |
| 1968 | Un lago blu            | Domenico Seren Gay e Giorgio Seren Gay | Barimar e Alfonso Corsini | Uh!                      |
| 1974 | Johnny                 | Domenico Seren Gay e Giorgio Perri     | Barimar e Franco Zauli    | Capricorn College        |
| 1974 | La vita ha solo un'ora | Domenico Seren Gay e Silvio Bordoni    | Barimar e Franco Zauli    | Capricorn College        |